# Conda
Conda是一个开源跨平台语言无关的包管理与环境管理系统。由“连续统分析”（Continuum Analytics）基于BSD许可证发布。
Conda允许用户方便地安装不同版本的二进制软件包与该计算平台需要的所有库。还允许用户在不同版本的包之间切换、从一个软件仓库下载包并安装。
Conda是用Python语言开发，但能管理其他编程语言的项目（如R语言），包括多语言项目。 Conda可安装Python语言的包，类似于其他基于Python的跨平台包管理器（如wheel或pip）。
一些基于Conda的工具软件：
- Bioconda，用于计算生物学。[14][15]
- Anaconda
- Miniconda[16]
- Anaconda Repository.[17]